# Willow Grove (Pennsylvanie)
Willow Grove est une census-designated place du comté de Montgomery, en Pennsylvanie, aux États-Unis.

## Géographie
Willow Grove se trouve au nord-est des États-Unis, dans le sud-est de l'État de Pennsylvanie, au sein du comté de Montgomery, dont le siège de comté est Norristown. Ses coordonnées géographiques sont 40° 08′ 46″ N, 75° 07′ 00″ O.

## Démographie
Au recensement de 2010, sa population était de 15 726 habitants.